# Ariajasuru Hasegawa
Ariajasuru Hasegawa (japanisch 長谷川 アーリアジャスール Hasegawa Ariajasuru; * 29. Oktober 1988 in der Präfektur Saitama) ist ein japanischer Fußballspieler.

## Karriere
Hasegawa erlernte das Fußballspielen in der Jugendmannschaften von Tsurugashima Nagatsuru Soccer Sports Shonendan, Tsurugashima Sakado Diplomats FC und der Yokohama F. Marinos. Bei den Marinos unterschrieb er 2007 seinen ersten Profivertrag. Der Verein aus Yokohama spielte in der ersten japanischen Liga, der J1 League. Für den Verein absolvierte er 73 Erstligaspiele. 2012 wechselte er für zwei Jahre zum Ligakonkurrenten FC Tokyo. Für Tokyo stand er 60-mal in der ersten Liga auf dem Spielfeld. 2014 unterschrieb er einen Vertrag beim Ligakonkurrenten Cerezo Osaka. Am Ende der Saison 2014 stieg der Verein in die zweite Liga ab. Für den Verein absolvierte er 49 Ligaspiele. 2015 ging er nach Europa. Hier unterschrieb er in Spanien einen Vertrag bei Real Saragossa. Der Verein aus Saragossa spielte in der zweiten spanischen Liga, der Segunda División. Nach acht Zweitligaspielen wurde sein Vertrag Anfang 2016 nicht verlängert. Bis Ende März 2016 war er vertrags- und vereinslos. Shonan Bellmare, ein japanischer Erstligist, nahm ihn Ende März 2016 bis Saisonende unter Vertrag. Für Shonan spielte er 24-mal in der ersten Liga. Ende der Saison musste der Verein in die zweite Liga absteigen. Nach dem Abstieg verließ er Shonan und schloss sich Anfang 2017 dem Erstligisten Omiya Ardija aus Ōmiya-ku an. Auch mit Ardija musste er am Ende den Weg in die zweite Liga antreten. Der Erstligaaufsteiger Nagoya Grampus aus Nagoya nahm ihn Anfang 2018 unter Vertrag. Hier spielte er drei Jahre. Nach Vertragsende wechselte er im Januar 2021 zum Zweitligisten FC Machida Zelvia.